# Credința
Credința (antiguamente Sofular) es una localidad rumana de la comuna de Chirnogeni, en el condado de Constanța.

## Toponimia
El antiguo nombre del lugar puede encontrarse escrito como Sofular. Pasó a llamarse Credința.

## Historia
Hacia finales del siglo XIX, la localidad, que ya por entonces pertenecía al condado de Constanța, formaba parte de la antigua comuna de Agemler y tenía contabilizada una población de 69 habitantes, mayoritariamente turcos.
En la segunda mitad del siglo XX la localidad había pasado a formar parte de la comuna de Chirnogeni. En el censo de 2021 la localidad tenía una población de 285 habitantes.